# 小林兼年
小林 兼年（こばやし かねとし、1927年〈昭和2年〉6月7日 - 1990年〈平成2年〉3月27日）は、日本の政治家。山口市長（1期）。

## 来歴
山口県山口市出身。旧制山口中（現山口県立山口高等学校）卒。1953年（昭和28年）、山口市役所に入る。市役所では納税、庶務の各課長、民生、総務の各部長などを経て、1981年（昭和56年）、山口市助役に就任する。

### 1987年山口市長選挙
1987年（昭和62年）、山口市長選挙に無所属で立候補して、保守系無所属新人同士の一騎打ちを制して初当選を果たした。
※当日有権者数：-人 最終投票率：78.3%（前回比：-pts）
| 候補者名 | 年齢 | 所属党派 | 新旧別 | 得票数   | 得票率 | 推薦・支持 |
| -------- | ---- | -------- | ------ | -------- | ------ | ---------- |
| 小林兼年 | -    | 無所属   | 新     | 32,762票 | 50.2%  | -          |
| 井上謙治 | -    | 無所属   | 新     | 32,523票 | 49.8%  | -          |

同年4月27日に市長に就任した。
1990年3月27日、執務中に倒れ、急性心不全のため死去した。